# Polifág

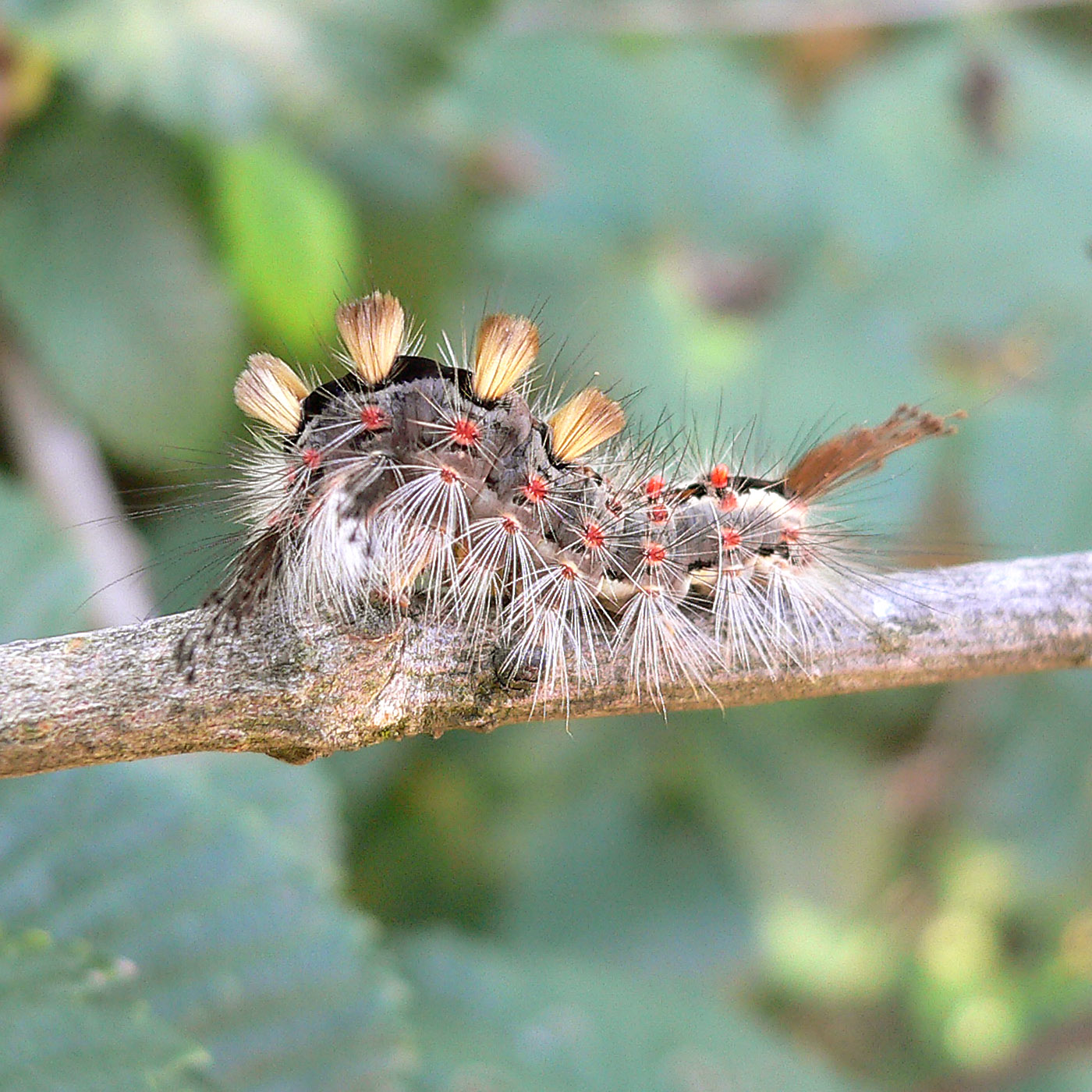
Rozsdabarna kisszövő hernyója, tipikus polifág élőlény

A polifág (görögül: sokevők) állatok sokféle táplálékfélét fogyasztanak. Ide tartoznak az olyan paraziták is, melyek gazdaszervezetek széles skáláján képesek élősködni.
A polifág életmód evolúciós előnye, hogy nagyobb eséllyel találnak maguknak élelmet, illetve az életkörülmények változását nagyobb eséllyel képesek kivédeni.
Lásd még:
- monofág
- oligofág
- pantofág
- xilofág